# Тигел
Тигелът е керамичен или метален съд, в който други метали или вещества могат да се разтапят или да се подлагат на много високи температури. В исторически план, тигелите се правят от глина, но днес могат да се изготвят от всякакъв материал, който може да издържа на достатъчно високи температури.
Формата на тигелите се изменя през годините, като дизайнът им се нагодява според процеса, за който се използват. Най-ранните тигели датират от 5 – 6 хилядолетие пр.н.е. и са намерени в Източна Европа и Иран.

## Приложение
Тигели са различни форми, размери и състав се използват за различни цели. В металургията се използват за топене и разливане на метали. В химическата промишленост се употребяват за разтваряне, горене, топене и хомогенизация на вещества и съединения.
Тигелите се използват в лабораториите за побиране на химични съединения, които се нагряват до изключително високи температури. Тигели съществуват в различни размери и обикновено се предлагат с капак.
Тигелите и капаците им се произвеждат от огнеупорни, температуроустойчиви материали, обикновено порцелан, алуминиев оксид или инертен метал. Една от най-ранните употреби на платината е за направа на тигели. Керамични материали като алуминиев оксид, циркониев диоксид и особено магнезиев оксид толерират изключително високи температури. От скоро се използват и метали като никел и цирконий. Капаците обикновено са свободни, за да могат газовете да излизат по време на нагряването. При гравиметричния анализ се използват тигели са с вместимост 10 – 15 ml.
Тигелът с малки дупки по дъното се използва специално за филтрация, особено при гравиметричния анализ. За постигане на точни резултати, с тигелът се борави с чиста маша, тъй като пръстовите отпечатъци могат да прибавят измерима маса към уреда. Порцелановите тигели са хигроскопични – те поемат малко влага от въздуха. Поради тази причина, порцелановите тигели се подлагат на предварително загряване. Така може да се измери масата на напълно сухия тигел. След няколко загрявания, охлаждания и претегляния се потвърждава масовата константа на тигела. Този процес е нужно да се извърши за всеки нов тигел.